# 976 Бенджаміна
976 Бенджаміна (976 Benjamina) — астероїд головного поясу, відкритий 27 березня 1922 року.
Тіссеранів параметр щодо Юпітера — 3,171.